# Богдановка (Ровненская область)
Богдановка (укр. Богданівка) — село в Корецкой городской общине Ровненского района Ровненской области Украины.
До 2020 года входило в Корецкий район.
Население по переписи 2001 года составляло 610 человек. Почтовый индекс — 34744. Телефонный код — 3651.